# Ein fast anständiges Mädchen
Ein fast anständiges Mädchen ist ein deutsch-spanischer Liebesfilm von Ladislao Vajda aus dem Jahr 1963. In Spanien lief er unter dem Titel Una chica casi formal an.

## Handlung
Sekretärin Lili Steiner wird aufgrund ihrer Spanischkenntnisse von ihrem Chef Generaldirektor Steckler zu einer Arbeitswoche nach Spanien mitgenommen. Eine Kollegin bittet sie, ihr einen Lederrock zu kaufen und ihn wegen der Zollbestimmungen selbst einen Tag lang zu tragen, damit er nicht mehr neu aussieht. Andere Kolleginnen geben Lili gute Ratschläge, was sie sich in Madrid auf alle Fälle ansehen soll. Als Steckler sie am ersten Tag erst nachmittags für Diktate benötigt, zieht Lili los. Zunächst bestellt sie ein Frühstück in einem Café, wo sie verschiedene Spanier kennenlernt: José ist Touristenfotograf, doch kaum jemand nimmt seine Dienste in Anspruch, so dass er seiner Schwester, die unter einer langen Nase leidet und daher keinen Freund findet, keine Operation bezahlen kann. Manuelo versucht vergeblich, Krawatten zu verkaufen, Rodriguez hat nie genügend Kunden in seinem Café und kann daher nicht heiraten, Pepe schlägt sich als Schuhputzer durch und Alvarez hat als Taxifahrer kaum Kunden, weil sein Wagen ein altes Modell ist. Alle hoffen auf ein Wunder, um ihre Lage zu retten; doch Lili ist überzeugt, dass gar kein Wunder nötig ist. Mit viel Ehrgeiz, Wille und Fleiß könne man sich aus jeder Situation retten.
Als Nächstes zieht sie los, um den Lederrock für ihre Kollegin zu kaufen, den sie gleich im Geschäft anlässt. Sie zieht die Blicke der Männer auf sich und als sie den Weg zum Denkmal des Don Quijote erfragt und dabei mit einem Auge zwinkert, weil ihr etwas Ruß hineingeflogen ist, bringt der junge Carlos sie kurzerhand zu seiner Wohnung. Lili ist empört und erklärt den Zwinker; beide besuchen nun das richtige Quijote-Denkmal und verabreden sich für den nächsten Tag. Als Lili in dem Minilederrock zurück ins Hotel geht, zieht sie auch die Blicke ihres Chefs auf sich. Der lädt sie am nächsten Tag sofort zu einem Drink ein und macht ihr deutlich, dass er zwar verheiratet sei, an einer Geliebten jedoch nichts auszusetzen habe. Lili flieht in einem unbeobachteten Moment aus seinem Zimmer und trifft sich mit Carlos, mit dem sie durch Madrid zieht. Zwar ist Carlos der bekannteste Fernsehmoderator Spaniens, gleichzeitig jedoch eher arm. Er liebt Lili und will sie heiraten, doch Lili weist ihn zurück, da sie nicht genug Geld für einen eigenen Hausstand haben. Sie will zurück nach Düsseldorf gehen, wo ihr Steckler einen Posten als Privatsekretärin angeboten hat. Carlos reagiert wütend und verletzt, zumal seine Familie Lili als seine Frau akzeptieren würde.
Im Café hofft Lili auf ein Wunder. Auch die anderen Männer im Café hätten eines nötig und so spielen sie Fußballtoto. Es müssen alle Spiele des Tages nach ihrem Ausgang richtig getippt werden. Wer alle 14 Spiele richtig tippt, gewinnt in der Regel mehrere Millionen Peseten und hat ausgesorgt. Alle Männer tippen das gleiche wie Lili und am Ende stellt sich heraus, dass sie alle 14 Richtige haben. Obwohl die Höhe ihres Gewinns noch nicht feststeht, erfüllen sich alle ihre Wünsche: José bringt seine Schwester noch in der Nacht zum Schönheitschirurgen, der die Nase operiert. Manuelo verschenkt sämtliche Krawatten, die er hat, während Rodriguez umgehend seine Freundin heiratet. Alvarez kauft sich ein neues Taxi und Lili organisiert eine Wohnung für sich und Carlos und richtet sie mit neuen Möbeln ein. Mitten im Umbau taucht Carlos auf und ist irritiert, da ihm Lili nichts von ihrem Gewinn erzählt hat. Wenig später erscheint der Möbelfabrikant und teilt Lili mit, dass er seine Möbel wieder mitnehmen werde. Zwar habe Lili 14 Richtige, doch weitere Spieler ebenfalls, sodass jeder weniger als 5000 Peseten erhalte. Lili und die Männer sind verzweifelt, doch ihr Handeln erweist sich als richtig. Manuelo erhält von allen Leuten, die seine Krawatte geschenkt bekommen haben, Geld, Alvarez hat mit seinem neuen Taxi einen Kundenzustrom und verdient nun genug, um das neue Auto in Raten abzuzahlen, der Schönheitschirurg einigt sich mit José auf einen niedrigeren Preis und Rodriguez ist nicht mehr auf seine Ehefrau eifersüchtig, da sie ihm nun absolut treu ist. Lili wiederum wäre einverstanden, mit Carlos zunächst in der großen Wohnung seiner Familie zu leben, doch Carlos will die Wohnung behalten. Er begibt sich zu seinem Chef und verhandelt mit ihm über einen besseren Posten einschließlich einer Gehaltserhöhung – und bekommt beides.

## Produktion
Ein fast anständiges Mädchen wurde vom 2. Mai bis 30. Juni 1963 in Madrid und Umgebung sowie in den Sevilla Films Studios Madrid gedreht. Der Film feierte am 10. Oktober 1963 per Massenstart Kinopremiere und lief am 24. Mai 1969 erstmals im ZDF. Es war die letzte vollendete Inszenierung Vajdas.
Der Film ist unverkennbar an die 1961 entstandene Doris-Day-Komödie Ein Hauch von Nerz angelehnt.

## Kritik
Für den film-dienst war Ein fast anständiges Mädchen eine „mäßig erheiternde Starkomödie.“
Cinema schrieb: „Schade, aber selbst Lilo Pulver […] kann diese biedere Posse nicht aufpeppen. […] Fazit: Galt das damals wirklich als frivol und witzig?“
Für den Evangelischen Film-Beobachter war der Streifen ein anspruchsloser Konsumfilm, den man ab 16 Jahren gerade noch anschauen könne.